# زبان مختلط
زبان مختلط (به انگلیسی: Mixed language) زبانی است که در میان یک گروه دوزبانه ایجاد می‌شود و جنبه‌های دو یا چند زبان را با هم ترکیب می‌کند اما به‌طور واضح از هیچ زبان واحدی مشتق نمی‌شود؛ در حالی که زبان کریول و زبان پیجین در جایی به وجود می‌آیند که گویندگان بسیاری از زبان‌ها یک زبان مشترک را به دست می‌آورند ولی یک زبان مختلط به‌طور معمول در جمعیتی ایجاد می‌شود که به هر دو زبان مبدأ مسلط است. از آنجا که همه زبان‌ها به واسطه دارا بودن وام‌واژه، میزانی از اختلاط را نشان می‌دهند، بحث این است که آیا می‌توان مفهوم یک زبان مختلط را به همه زبان‌ها ربط داد.